# Drymomyrmex rasnitsyni
Drymomyrmex rasnitsyni  (лат.) — ископаемый вид муравьёв рода Drymomyrmex из подсемейства формицины (Formicidae). Обнаружен в эоценовом ровенском янтаре (Украина).

## Описание
Длина тела рабочих менее 3,5 мм (самцы и самки неизвестны). Усики 11-члениковые. Мандибулы треугольные (число зубцов не определяется). Скапус короткий, не достигает затылка (длина голвы 0,69 мм, длина скапуса 0,49 мм). Усики прикрепляются у заднего края клипеуса. Мезонотум полностью слит с метанотумом и последний не формирует отдельный склерит. Проподеум плавно округлый, без зубцов и бугорков, его дорсальная поверхность несколько короче покатой; проподеальные дыхальца округлые, расположены довольно близко к краю. Петиоль с коротким задним стебельком, его чешуйка слегка наклонена вперед, толстая, относительно низкая, с субпараллельными передней и задней поверхностями и широко закругленным верхом; брюшко частично нависает над задним стебельком петиоля. Задние тазики широко разделены (при взгляде снизу). Ноги средней длины, передние бёдра довольно широкие, примерно в 3 раза длиннее ширины; средние и задние голени с хорошо развитой простой шпорой, которая длиннее максимальной ширины голени; претарзальные коготки простые. Основной цвет буровато-чёрный.
Вид D. rasnitsyni впервые описан в 2021 году украинским мирмекологом А. Г. Радченко и назван в честь российского палеоэнтомолога Александра Павловича Расницына (Палеонтологический институт имени А. А. Борисяка РАН, Москва). Два других вида рода Drymomyrmex claripennis и Drymomyrmex fuscipennis были найдены в балтийском янтаре и описаны в 1915 году только самкам. Находка рабочей касты Drymomyrmex rasnitsyni стала первым обнаружением и описанием рабочих рода Drymomyrmex за более чем 100 лет изучения янтарей.